# Mongolen (volk)

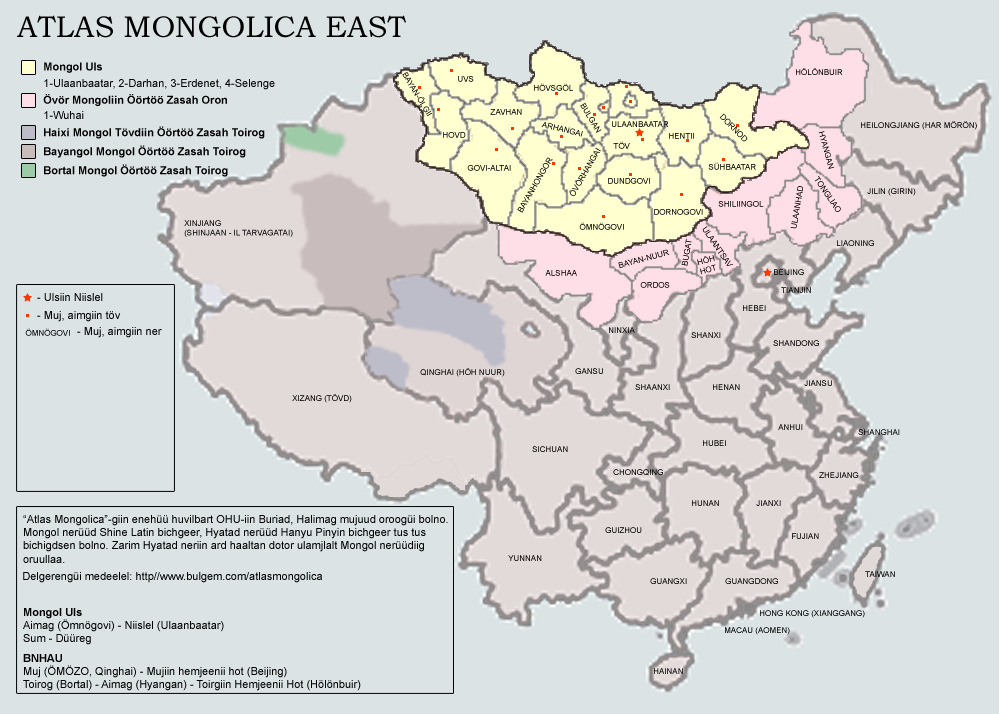
Mongolië en autonome Mongoolse deelgebieden in China

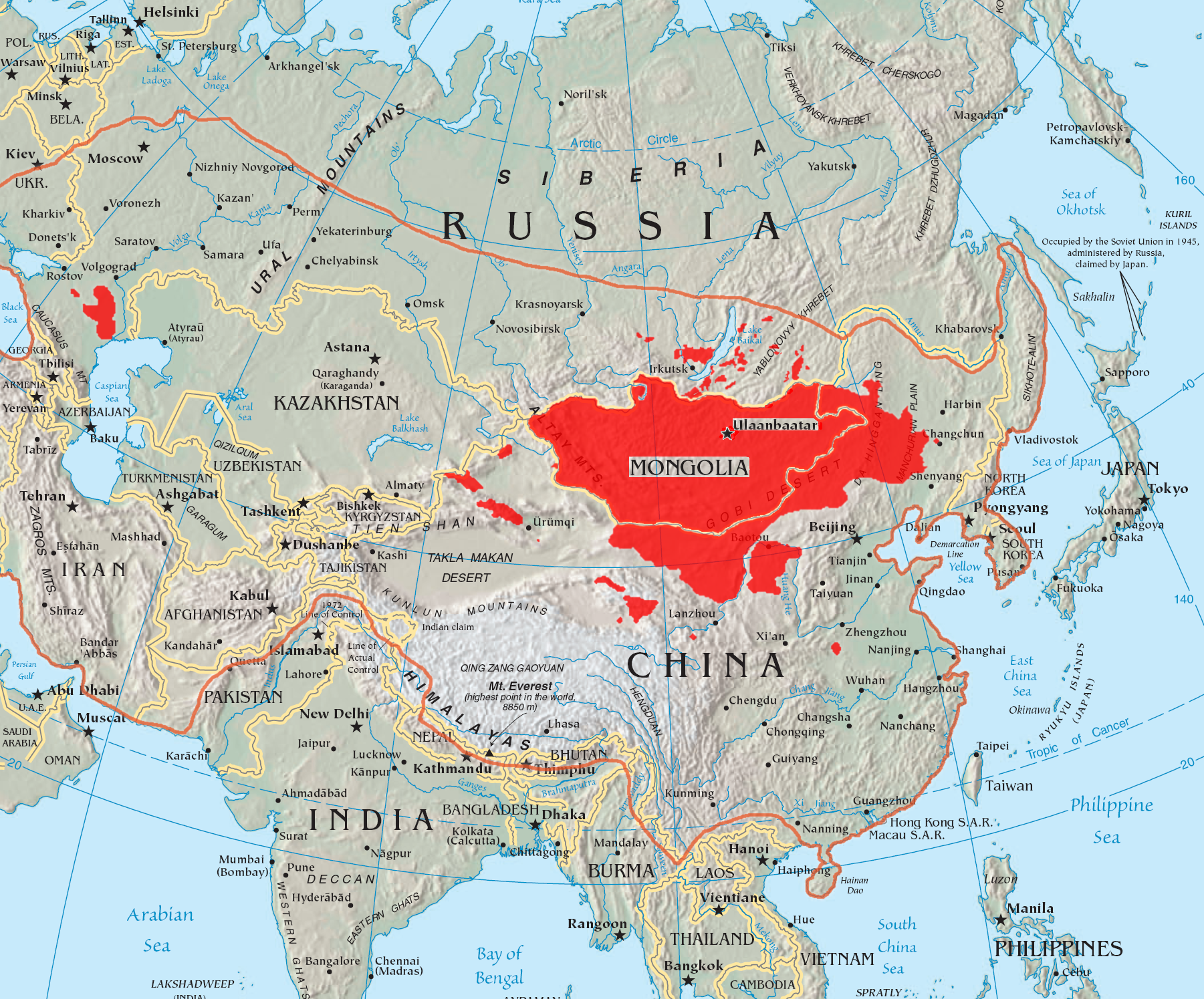
De grens van het Mongoolse Rijk en het huidige leefgebied van de Mongolen in Europa en Azië

De Mongolen (Mongools: Монгол Mongol) vormen een etnische groep ontstaan in een gebied dat tegenwoordig Mongolië en delen van Rusland en China omvat.  Thans zijn er ongeveer 10 miljoen Mongolen. Ze spreken de Mongoolse taal. De Mongolen in de Volksrepubliek China zijn daar een van 56 officieel erkende minderheden.

## Cultuur en leefwijze
Van de naar schatting 10 miljoen Mongolen wonen 2,9 miljoen in Mongolië zelf, 5 miljoen in Binnen-Mongolië, 0,7 miljoen in Liaoning (China) en 1 miljoen in Rusland. De belangrijkste groep van de Mongolen wordt gevormd door de Khalkha-Mongolen. Andere belangrijke subgroepen zijn de Boerjaten, de Dörbet en de Daur, Tu en andere groepen in China. De Afghaanse Hazara en verschillende andere volkeren zijn ontstaan uit de Mongolen. De enige groep Mongolen in Europa zijn de Kalmukken, in de Noordelijke Kaukasus.
Tot ver in de 20e eeuw was het overgrote deel van de Mongolen (semi-) nomade. Tegenwoordig is nog ongeveer een derde van de Mongoolse bevolking nomade. Na de val van de Sovjet-Unie (Mongolië functioneerde feitelijk als satellietstaat) nam het aantal nomaden tijdelijk toe, omdat de economie van alle nieuwe republieken instortte gedurende de jaren 90. De grootste bedreiging voor het traditionele nomadenbestaan zijn momenteel de strenge winters en droge zomers in Centraal-Azië. Regelmatig sterven grote delen van de veepopulatie af. Mongolen zijn hierdoor steeds meer gedwongen om hun oude levenswijze achter zich te laten en een nieuw leven te beginnen in de grote steden in Mongolië en Rusland.
De Mongolen spreken een grote diversiteit aan dialecten van hun taal, het Mongools. Sommige taalkundigen delen het Mongools in bij de Altaïsche taalfamilie, naast het Koreaans en het Turks, maar deze theorie is moeilijk te verifiëren omdat de gezamenlijke moedertaal die wordt voorgesteld veel ouder is dan die van bijvoorbeeld de Indo-Europese taalfamilie. Het gaat hier om mogelijk tienduizenden jaren, wat wel benadrukt dat de traditionele levenswijzen van de nomadische Mongolen, Tunguzen en Turkse volkeren in Noordoost-Azië al zeer lang bestaat. Het Mongools vertoont echter wel vrijwel dezelfde grammatica als andere Altaïsche talen en deelt ook een grote woordenschat met met name de Turkse talen. Boventoonzang is een speciale manier van zingen die een lange traditie kent in de Mongoolse cultuur. Vergelijkbare zangmethoden zijn ook bekend bij andere Altaïsche volkeren. Het traditionele geloof van de Mongolen is het monotheïstische Tengriisme, dat ook werd beleden door Turkse en Oeraalse volkeren. Tegenwoordig wordt door de meeste Mongolen de lamaïstische vorm van het boeddhisme beleden.
Het Mongools werd niet geschreven tot Ghengis Kahn in de 12e eeuw het Oeigoers schrift overnam. In het autonome Binnen-Mongolië wordt dit schrift nog gehanteerd, Mongolië zelf hanteert het Cyrillisch schrift en overweegt op het Latijnse alfabet over te stappen. Een aantal Mongolen leeft nomadisch en in tenten (yurts), hoewel de meeste de yurt voor een stenen huis hebben ingeruild en het paard voor een auto of fiets. Mongolen zijn desondanks trots op hun nomadische cultuur en verleden. Zij eten nog steeds bij voorkeur vlees en veeproducten.

## Geschiedenis

Uitbreiding van het Mongoolse Rijk door de jaren heen

Ondanks het feit dat ze klein in aantal waren ten tijde van de hoogtijdagen van het Mongoolse Rijk (ongeveer 200.000), speelden de Mongolen een belangrijke rol in de wereldgeschiedenis. Onder het leiderschap van Dzjengis Khan ontstond het grootste aaneengesloten rijk in de geschiedenis, dat zich uitstrekte over 35 miljoen km² en meer dan 100 miljoen mensen telde. Eens beheersten de Mongolen het grootste gedeelte van China, Korea, Afghanistan, Georgië, Armenië, Rusland, Hongarije en de tussenliggende landen.
De Mongolen waren gevreesd om hun wreedheid. Bij hun veroveringstochten gaven ze de steden meestal wel eerst de mogelijkheid tot vrijwillige onderwerping. In dit geval werd de bevolking als gelijkwaardig burger van het Rijk beschouwd met de bijbehorende rechten (geloofsvrijheid) en plichten (belastingafdracht). Met name de nomadische Turkse volkeren van Centraal-Azië sloten zich in de eerste fase van de expansie vrijwillig bij de Mongolen aan; hun taal, cultuur en militair-politieke organisatie was nauw verwant met die van de Mongolen. Bij verzet werd na een verovering echter meermaals vrijwel de hele stad uitgemoord. De afgehakte hoofden werden dan soms als waarschuwing langs de nabije wegen opgestapeld. Met name sedentaire volkeren werden erg zwaar getroffen; zij wilden hun grondgebied immers niet afstaan als grasland voor de paarden. De omringende akkers en irrigatiewerken werden dan meestal vernietigd.

## De Mongolen in Europa
De Mongolen waren de beste ruiters en boogschutters van hun tijd. Hierdoor konden zij zich over zeer grote afstanden verplaatsen.
Ze rukten over de Hongaarse puszta op tot Boedapest, dat zij in 1241 veroverden. In 1241 wonnen ze de slag nabij Legnickie Pole (ook wel bekend als Wahlstatt). Hierbij versloegen ze een Pools-Duits leger.
Plots trokken de Mongolen zich evenwel uit Europa terug. Ze dienden in hun thuisland een nieuwe Grote Khan te kiezen.

## Tijdslijn van veroveringen
- 1200 - noordelijk China
- 1215 - Yanjing China (tegenwoordig Peking)
- 1220 - Samarkand
- 1221 - Nisjapoer, Perzië - ~1,7 miljoen doden
- 1221 - Merv, Perzië - ~1,3 miljoen doden
- 1221 - Meru Chahjan, Perzië - ~1,3 miljoen doden
- 1221 - Rayy, Perzië - ~1,6 miljoen doden
- 1226 - Tangut Campaign - Gengis Khan begon een oorlog tegen het Tangutvolk.
- 1241 - Boedapest
- 1241 - Slag bij Legnickie Pole (Wahlstatt) in Zuid-Polen
- 1242 - Diverse steden in Dalmatië
- 1258 - Bagdad - ~800.000 doden. Leidde tot de ondergang van het rijk van de Abbasiden.

## Mongolen en Japan
Onder Kublai Khan hebben de Mongolen tot tweemaal toe geprobeerd Japan binnen te vallen. Beide pogingen mislukten.
De eerste invasievloot van 1274, bestaande uit 900 schepen met bijna 40.000 tot de tanden gewapende Mongolen, Chinezen en Koreanen aan boord, arriveerde bij het kleine eiland Takashima en hakte nagenoeg de gehele bevolking van het eiland in de pan. Twee weken later forceerde slecht weer een vroegtijdig vertrek en een wervelstorm deed de vloot met man en muis vergaan.
Kublai Khan probeerde een nieuwe massale aanval op Kyushu in 1281 met 140.000 man aan boord van een enorme vloot van 4400 schepen. Hij had de Chinezen bevolen deze vloot te bouwen binnen een tijdsbestek van slechts één jaar. De enorme vloot trachtte een tweede maal een bruggenhoofd te creëren op Takashima om van daaruit Japan te overmeesteren. Gedurende 53 dagen wisten Japanse samurai de indringers te weerstaan. Tijdens de nacht van de 54e dag verjoeg een orkaan 3000 schepen en 100.000 mannen. De Japanners beschouwden deze tweede nachtelijke redding als een Goddelijke Wind. Het Japanse woord voor Goddelijke Wind is "Kamikaze"...
Recent werd aangetoond dat het ongeduld van Kublai Khan om snel over een grote vloot te beschikken resulteerde in een veel te korte bouwperiode voor de Chinese scheepsbouwers. Dit verklaart waarom de schepen niet stevig waren en gemakkelijk verwoest werden. Ook het feit dat de overwonnen Chinezen niet al te gelukkig waren met de Mongoolse overheersing had een bijkomend negatief effect op de kwaliteit van de schepen. Ze werden onvoldoende stevig gebouwd en er werd beslag gelegd op rivierboten om aan het vereiste aantal schepen te voldoen. Rivierboten hebben echter geen kiel maar een platte bodem in tegenstelling tot zeeschepen. Ze zijn zo een uiterst gemakkelijke prooi voor zeestormen.